# Jonathan Holmes
Jonathan Alexander Holmes (San Antonio, 9 dicembre 1992) è un cestista statunitense.

## Carriera
Con gli Stati Uniti ha disputato i Campionati americani del 2017.